# Robin Montgomerie-Charrington
Robin "Monty" Montgomerie-Charrington (született: Robert Victor Campbell Montgomerie; London, 1915. június 23. – 2007. április 3.) brit autóversenyző.

## Pályafutása
1952-ben rajthoz állt a Formula–1-es világbajnokság belga versenyén. A futamon nem ért célba, tizenhét kör megtétele után motorhiba miatt kiesett. Pályafutása alatt részt vett több, a világbajnokság keretein kívül rendezett Formula–1-es viadalon is.

## Eredményei

### Teljes Formula–1-es eredménylistája
(Táblázat értelmezése)

(Félkövér: pole-pozícióból indult; dőlt: leggyorsabb kört futott) 

| Év   | Csapat                        | Modell            | Motor  | 1   | 2   | 3      | 4   | 5   | 6   | 7   | 8   | Helyezés | Pont |
| ---- | ----------------------------- | ----------------- | ------ | --- | --- | ------ | --- | --- | --- | --- | --- | -------- | ---- |
| 1952 | Robin Montgomerie-Charrington | Aston Butterworth | Flat-4 | SUI | 500 | BEL Ki | FRA | GBR | GER | NED | ITA | -        | 0    |

## Külső hivatkozások
- Profilja a grandprix.com honlapon (angolul)
- Profilja a statsf1.com honlapon (angolul)

1. ↑  http://www.brdc.co.uk/news.cfm/title/ROBIN%20MONTGOMERIE-CHARRINGTON/flag/2/id/524
2. ↑  Darryl Roger Lundy: The Peerage (angol nyelven). (Hozzáférés: 2021. augusztus 3.)